# 香港兒童免疫接種計劃
香港兒童免疫接種計劃，簡稱兒童免疫接種計劃，是香港衞生署為所有在香港出生及居住的嬰兒及兒童義務提供的普遍及免費疫苗接種計劃。該計劃的年齡對象為初生嬰兒（0歲）至小學六年級學生（約12歲），以預防感染結核病、乙型肝炎、小兒麻痺症、白喉、破傷風、百日咳、麻疹、流行性腮腺炎及德國麻疹等傳染病。

## 歷史
1960年代，為減少嬰兒和兒童因為感染傳染病導致死亡或殘障的風險，時任香港總督戴麟趾決定推行香港兒童免疫接種計劃，由醫務衞生署為香港出生或取得居留權的嬰兒及兒童提供免費的疫苗接種。在嬰幼兒時期的防疫注射，須由家長或監護人陪同到母嬰健康院接種，而已經就讀小學的學童，衛生署會按計劃派員到學校為為學童進行疫苗注射。
計劃實行初期包括以下五種疫苗：
- 卡介苗 （結核病疫苗）
- 小兒麻痺症口服疫苗
- 白喉、百日咳及破傷風混合疫苗
- 麻疹疫苗
- 德國麻疹疫苗（只限女性）

1988年起，新增「乙型肝炎疫苗」。
1990年起，為一歲幼兒接種的麻疹疫苗，由三合一的麻疹、流行性腮腺炎及德國麻疹混合疫苗（MMR疫苗）代替，而為小學六年級女生注射的德國麻疹疫苗，亦改為MMR疫苗，惟仍然只限女生接種。
1996年，因為世界衛生組織指麻疹疫苗接種一次不足夠，建議增加為接種兩次，香港的疫苗接種計劃亦將麻疹疫苗改為注射兩次，因此在小學六年級不分男女學生均接種MMR疫苗。為使在1978年或以後在香港出生的人士都達到接種兩劑麻疹疫苗的新標準，衛生署於1997年7月至11月期間舉行麻疹疫苗加強劑注射運動，為年齡介乎1歲至19歲的兒童及青少年追加一針麻疹、流行性腮腺炎及德國麻疹混合疫苗（MMR疫苗）。1998年起，第二針MMR疫苗由小學六年級提早至小一接種。
2007年2月1日起，採用「白喉、破傷風、無細胞型百日咳及滅活小兒麻痺混合疫苗」取代原有分開接種的「小兒麻痺症口服疫苗」及「白喉、百日咳及破傷風混合疫苗」。
2013年起，新增「水痘疫苗」。

## 時間表
| 年齡    | 應接種之各種疫苗                                                                                            |
| ------- | --- |
| 初生    | 卡介苗（结核病疫苗） 乙型肝炎疫苗---第一次                                                                  |
| 一个月  | 乙型肝炎疫苗---第二次                                                                                       |
| 两个月  | 白喉、破伤风、无细胞型百日咳及灭活小儿麻痹混合疫苗 - 第一次 肺炎球菌结合疫苗 - 第一次                       |
| 四个月  | 白喉、破伤风、无细胞型百日咳及灭活小儿麻痹混合疫苗 - 第二次 肺炎球菌结合疫苗 - 第二次                       |
| 六个月  | 白喉、破伤风、无细胞型百日咳及灭活小儿麻痹混合疫苗 - 第三次 肺炎球菌结合疫苗 - 第三次 乙型肝炎疫苗---第三次 |
| 一岁    | 麻疹、流行性腮腺炎及德國麻疹混合疫苗-第一次 肺炎球菌结合疫苗 - 加強劑 水痘疫苗-第一次                       |
| 一歲半  | 白喉、破傷風、無細胞型百日咳及滅活小兒麻痺混合疫苗-加強劑 麻疹、流行性腮腺炎、德國麻疹及水痘混合疫苗-第二次 |
| 6-7歲   | 白喉、破傷風、無細胞型百日咳及滅活小兒麻痺混合疫苗-加強劑 麻疹、流行性腮腺炎、德國麻疹及水痘混合疫苗-第二次 |
| 10-11歲 | 人類乳頭瘤病毒疫苗 - 第一次（只限女性）                                                                     |
| 11-12歲 | 白喉、破傷風、無細胞型百日咳(減量)及滅活小兒麻痺混合疫苗 人類乳頭瘤病毒疫苗 - 第二次（只限女性）            |

1. 1 2  2018年7月1日或以後出生的兒童會提早於18個月大在母嬰健康院接種，該日前出生的兒童則會依照舊計劃在小學一年級接種。
2. 1 2  由2019/20學年起，「香港兒童免疫接種計劃」將為合資格的適齡小學女學童提供人類乳頭瘤病毒疫苗接種，以預防子宮頸癌。

## 外部連結
- 香港衞生署：香港兒童免疫接種計劃 (二零零七年)常見問題[永久]